# چرا من عاشق شدم؟
چرا من عاشق شدم؟ (به هندی: Maine Pyaar Kyun Kiya) فیلمی محصول سال ۲۰۰۵ و به کارگردانی دیوید داوان است. در این فیلم بازیگرانی همچون سلمان خان، کاترینا کایف، سوشمیتا سن، سهیل خان، ارشد وارثی، ایشا کوپیکار، راجپال یاداو، ارباز خان، دالی بیندرا ایفای نقش کرده‌اند. این فیلم بازسازی فیلم آمریکایی گل کاکتوس محصول ۱۹۶۹ است.